# Lecithocera glabrata
Lecithocera glabrata là một loài bướm đêm thuộc họ Lecithoceridae. Nó được tìm thấy ở Giang Tây, Phúc Kiến, Hồ Nam, Vân Nam và Quý Châu in Trung Quốc và Đài Loan.
Sải cánh dài 12–13 mm.